# Druhý buddhistický koncil
Druhý buddhistický koncil se konal zhruba sto let po 1. koncilu, kolem roku 386 př. n. l. Koncilu předcházely události ve Vaišálí. Tamější mniši porušovali řádová pravidla, dokonce začali od laiků přijímat zlato a stříbro. Mnich Jaša se postavil proti takovému jednání a nařkl mnichy z porušování kázeňských pravidel. Mniši ho neposlouchali a vyloučili ho ze sanghy. Za Jašu se však postavili velcí učenci té doby i většina sanghy. Problém měl řešit koncil v klášteře Válika ve Vaišálí.
Jestliže se prvního koncilu účastnilo 500 mnichů a všichni byli arhaté, druhého koncilu se účastnilo okolo 700 mnichů a zdaleka ne všichni dosáhli stavu arhata. Rozhodnutí koncilu v čele se staršími mnichy bylo jednomyslné – řádová pravidla se musí přísně dodržovat. Rozhodnutí většina mnichů přijala, avšak zejména Vaišálští mniši se s rozhodnutím koncilu neztotožnili, opustili sanghu a založili nové hnutí Máhásanghiků („Velké společenství“; „Velká sangha“), kteří později vytvořili nauku v mnohém podobnou mahájánovým idejím. Starší mnichové, aby se odlišili od této nově vzniklé skupiny, se začali nazývat Sthaviravádové (p. Théravádinové) a jejich učení Sthaviraváda (p. Théraváda), čili „učení starších“. Spory však dále pokračovaly a jejich vyvrcholením byl 3. koncil.